# Phạm Đình Duy
Phạm Đình Duy (sinh ngày 2 tháng 4 năm 2002) là một cầu thủ bóng đá chuyên nghiệp người Việt Nam hiện đang thi đấu ở vị trí tiền đạo cánh cho câu lạc bộ SHB Đà Nẵng và đội tuyển quốc gia Việt Nam.

## Sự nghiệp
Trưởng thành từ lò đạo tạo trẻ của SHB Đà Nẵng, Phạm Đình Duy được huấn luyện viên Phan Thanh Hùng đôn lên đội một vào mùa giải 2022. Ngày 26 tháng 2 năm 2022, anh ra mắt câu lạc bộ khi vào sân thay người ở phút 56 trong trận đấu gặp Sài Gòn. Bàn thắng đầu tiên của anh tại V.League 1 đến trong trận thắng Hà Nội 2–1 trên sân nhà vào ngày 3 tháng 7.
Ngày 12 tháng 9 năm 2022, Đình Duy có lần đầu tiên có tên trong danh sách triệu tập của đội tuyển quốc gia Việt Nam, trước đó anh chưa từng khoác áo các tuyển trẻ quốc gia. Anh ra mắt đội tuyển Việt Nam trong trận thắng 4–0 trước Singapore vào ngày 21 tháng 9.

## Thống kê sự nghiệp

### Câu lạc bộ
Tính đến ngày 13 tháng 9 năm 2022.
| Câu lạc bộ     | Mùa giải       | Giải đấu       | Giải đấu | Giải đấu | Cúp quốc gia | Cúp quốc gia | Khác | Khác | Tổng cộng | Tổng cộng |
| Câu lạc bộ     | Mùa giải       | Hạng           | Trận     | Bàn      | Trận         | Bàn          | Trận | Bàn  | Trận      | Bàn       |
| -------------- | -------------- | -------------- | -------- | -------- | ------------ | ------------ | ---- | ---- | --------- | --------- |
| SHB Đà Nẵng    | 2022           | V.League 1     | 18       | 4        | 1            | 0            | —    | —    | 19        | 4         |
| SHB Đà Nẵng    | 2023           | V.League 1     | 3        | 0        | 0            | 0            | 0    | 0    | 3         | 0         |
| Tổng sự nghiệp | Tổng sự nghiệp | Tổng sự nghiệp | 21       | 4        | 1            | 0            | 0    | 0    | 22        | 4         |

### Quốc tế
Tính đến ngày 21 tháng 9 năm 2022.
| Đội tuyển quốc gia | Năm       | Trận | Bàn |
| ------------------ | --------- | ---- | --- |
| Việt Nam           |           |      |     |
| 2022               | 1         | 0    |     |
| Tổng cộng          | Tổng cộng | 1    | 0   |

## Danh hiệu

### Câu lạc bộ
SHB Đà Nẵng
- V.league 2
  -  Vô địch: 2023–24

### Quốc tế
U-23 Việt Nam
- Giải vô địch bóng đá U-23 Đông Nam Á
  -  Vô địch: 2023